# نيل لويس
نيل لويس (بالإنجليزية: Neil Lewis)‏ (28 يونيو 1974 بولفرهامبتن في المملكة المتحدة - ) هو لاعب كرة قدم بريطاني في مركز الظهير. لعب مع ليستر سيتي ونادي بيتربورو يونايتد وIbstock United F.C. ‏.

## وصلات خارجية
- نيل لويس على موقع قاعدة بيانات كرة القدم.إي يو (الإنجليزية)
- نيل لويس على موقع Soccerbase.com (لاعب) (الإنجليزية)
- نيل لويس على موقع عالم كرة القدم.نت (الإنجليزية)